# 5e arrondissement de Paris
Ne doit pas être confondu avec Paris 5.
Pour l’article homonyme, voir Ancien 5e arrondissement de Paris.

Blason du 5e arrondissement de Paris.

Logo du 5e arrondissement de Paris.

Le 5e arrondissement de Paris recouvre la plus grande partie du Quartier latin, construit par les Romains sous l'Antiquité. Il est situé sur la rive gauche, au bord de la Seine. Il est bordé au nord par la Seine et le 4e arrondissement, à l'ouest par le 6e arrondissement, et au sud par les 14e et 13e arrondissements.
Aux termes de l'article R2512-1 du code général des collectivités territoriales (partie réglementaire), il porte également le nom d'« arrondissement du  Panthéon », mais cette appellation est rarement employée dans la vie courante.

## Historique

### Époque romaine

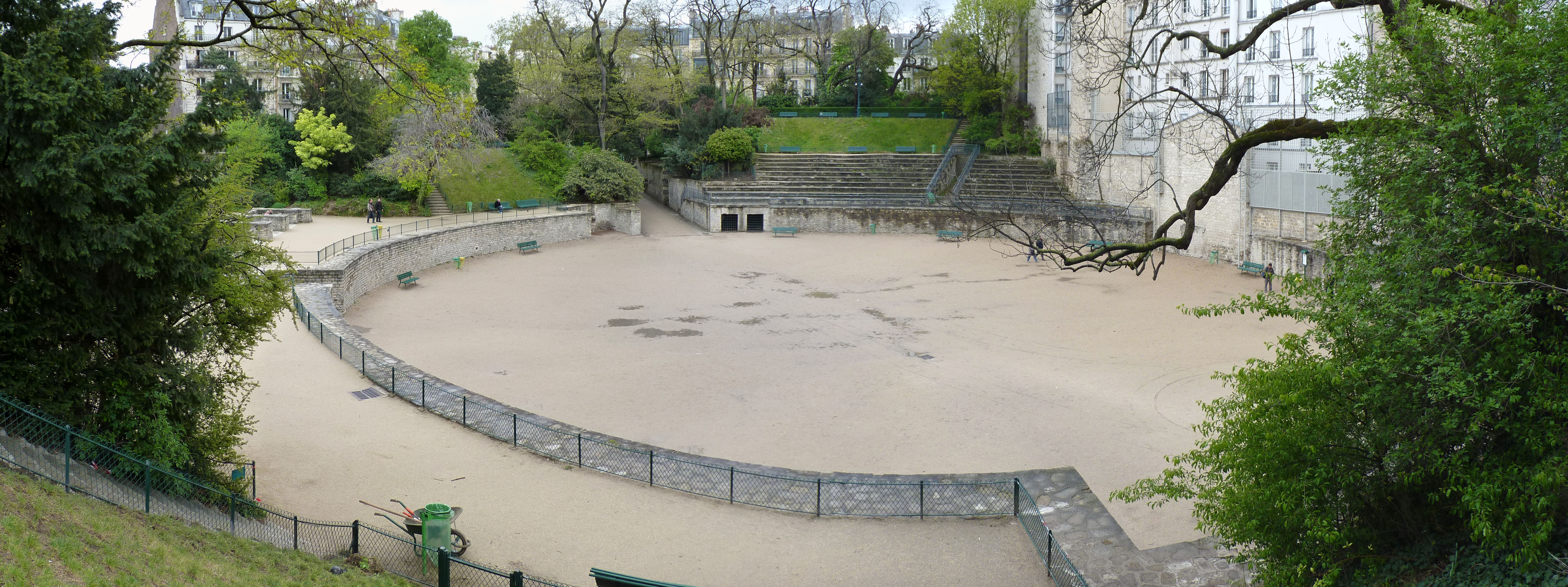
Les arènes de Lutèce, vestiges de l'époque gallo-romaine.

La construction de la ville romaine (Lutèce) date du Ier siècle av. J.-C. Elle fait suite à la conquête de la cité gauloise (peut-être située sur le territoire de l'actuelle commune de Nanterre) par les Romains. La ville romaine est alors organisée autour du cardo maximus, axe nord-sud qui se retrouve dans tous les plans romains, actuelle rue Saint-Jacques, selon un plan constitué de rues perpendiculaires. Le centre de la ville est fixé au niveau des 172 et 174 de la rue Saint-Jacques, ce qui correspond au sommet de la montagne Sainte-Geneviève. Le decumanus, axe est-ouest, n'a pas de tracé clair à Paris.
Le forum de la ville est construit au Ier siècle à l'emplacement actuel de la rue Soufflot, entre le boulevard Saint-Michel et la rue Saint-Jacques. Ce forum s'étendait alors approximativement de la rue Cujas à la rue Malebranche.
La ville antique comportait aussi des thermes à l'angle du boulevard Saint-Michel et du boulevard Saint-Germain, ainsi qu'à proximité de l'actuel Collège de France, ainsi qu'un amphithéâtre, les arènes de Lutèce, situé à la sortie sud-est de la ville de l'époque. À l'est de la ville, la Bièvre contournait la montagne Sainte-Geneviève pour se jeter dans la Seine au niveau de la gare d'Austerlitz actuelle.
Les constructions romaines s'étendaient au sud jusqu'à l'actuelle rue du Val-de-Grâce, et à l'est jusqu'à la rue du Pot-de-Fer.

### Époques médiévale et moderne

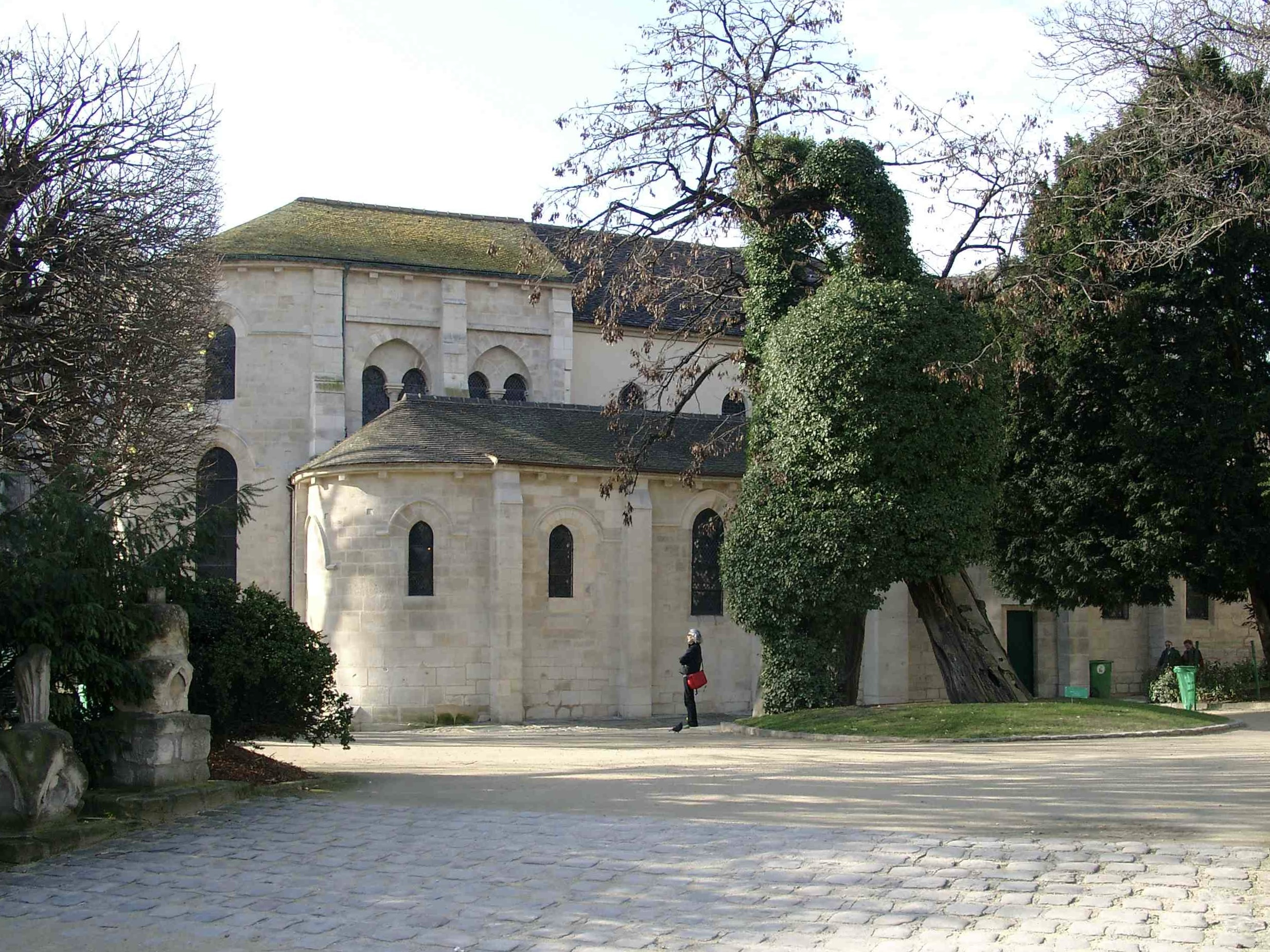
L'église Saint-Julien-le-Pauvre, premier siège des assemblées de l'université de Paris.

La montagne Sainte-Geneviève doit son nom à la légende selon laquelle une jeune Nanterrienne aurait, juchée sur le sommet de cette colline, harangué la foule terrorisée par l'approche des Huns. La prière commune dirigée par la jeune fille aurait épargné à la ville d'être saccagée. Au sommet de la montagne, dans l'église Saint-Étienne-du-Mont, se trouve la châsse où seraient conservés les restes de sainte Geneviève. Sur l'emplacement de l'actuel lycée Henri-IV s'étaient établis des moines dits « génovéfains » en référence au nom de leur abbaye. Clovis aurait été enterré dans cette abbaye. Néanmoins, aucune sépulture royale n'y a été mise au jour.
La rive gauche de Paris est entièrement détruite en 885 par les Normands. La ville ne se reconstruit vraiment qu'au XIe siècle. Au XIIe siècle, l'enceinte de Philippe Auguste se situe au niveau de la rue des Fossés-Saint-Jacques, de la rue de l'Estrapade, de la rue Descartes, de la rue du Cardinal-Lemoine et de la rue des Fossés-Saint-Bernard. Les principales portes étaient sur l'emplacement de l'actuel boulevard Saint-Michel, la porte Saint-Jacques (rue Saint-Jacques) et juste au nord de la place de la Contrescarpe. Au-delà en suivant le tracé d'une ancienne voie romaine, sur les rives de la Bièvre s'étend le bourg Saint-Médard qui demeure encore marqué par son église et le faubourg Saint-Marceau construit sur une grande nécropole gallo-romaine dans laquelle avait été conservée la tombe de saint Marcel (saint Marcel de Paris fut le 9e évêque de Paris) actuellement rue de la Collégiale, boulevard Saint-Marcel et rue des Fossés-Saint-Marcel. Entre ce faubourg et la Seine s'étend la terre d'Alez : la ville ne s'étend de ce côté qu'à partir de l'époque moderne. 

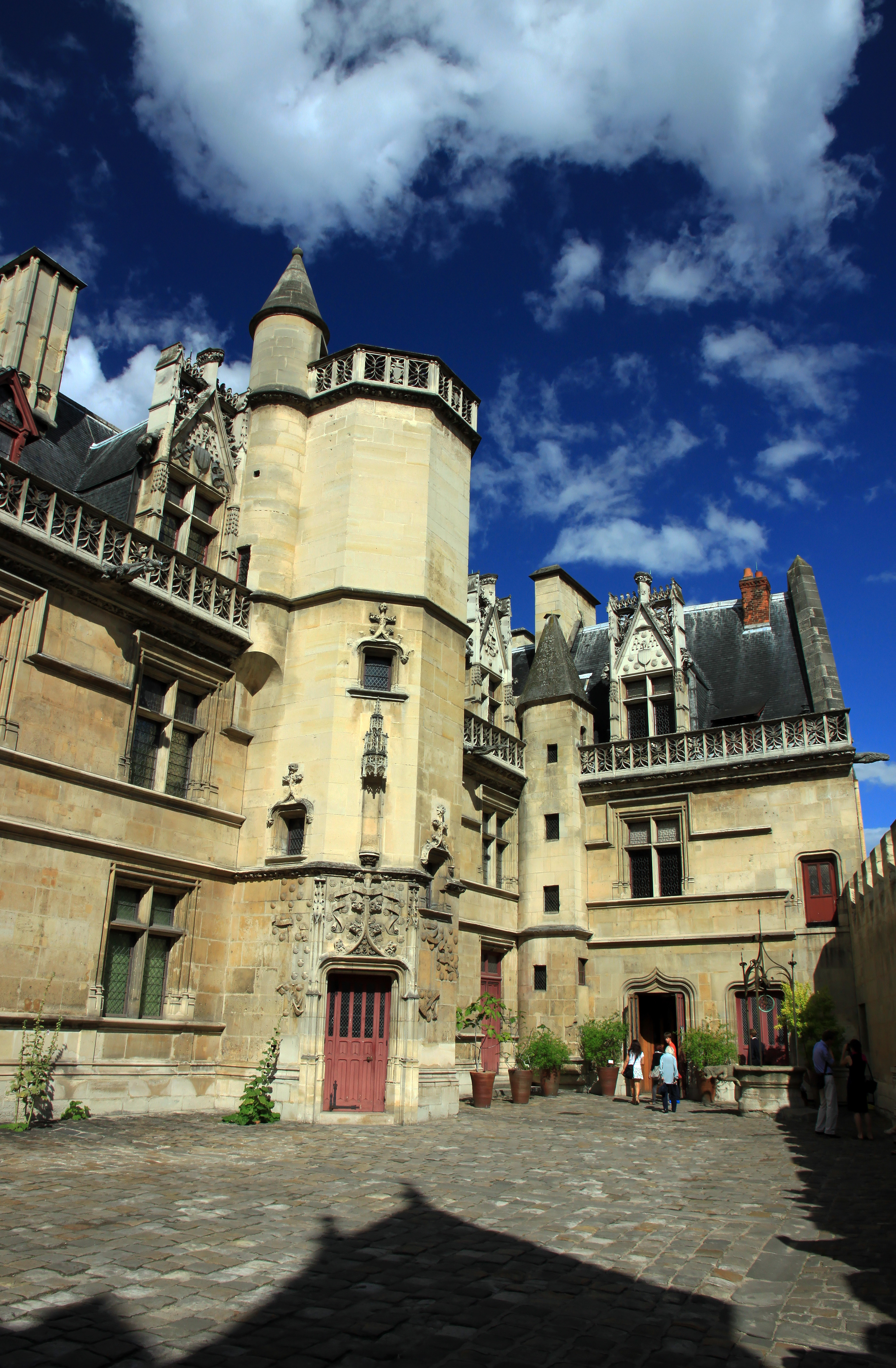
L'hôtel de Cluny, désormais musée de Cluny.

À l'époque médiévale, les différentes « écoles » de l'université de Paris étaient installées dans ce secteur et sont à l'origine du nom « Quartier Latin » (où le latin était parlé). Le collège fondé par Robert de Sorbon, plus tard appelé la « Sorbonne », date de 1257. Fréquenté par des étudiants avinés, bagarreurs et sans-le-sou, le quartier était connu pour être bruyant et assez mal famé.
Le bâtiment de l'actuel Panthéon a été construit au XVIIIe siècle pour être l'église Sainte-Geneviève. Désacralisé à la Révolution, il abrite les dépouilles ou les catafalques d'illustres personnages, comme l'indique l'inscription du fronton : « Aux Grands Hommes, la Patrie reconnaissante ».

### Époque contemporaine
De nombreux courants révolutionnaires tiennent leur nom des lieux de réunion qu'ils avaient choisis dans le quartier : les Cordeliers (dans le 6e) et les Jacobins qui se réunissaient dans l'ancienne abbaye Saint-Jacques.
Au XIXe siècle, le fonds de l'immense bibliothèque des Génovéfains constitua le fonds de départ de la bibliothèque universitaire Sainte-Geneviève, tandis que les bâtiments de l'abbaye abritaient un lycée nommé plus tard Henri-IV.

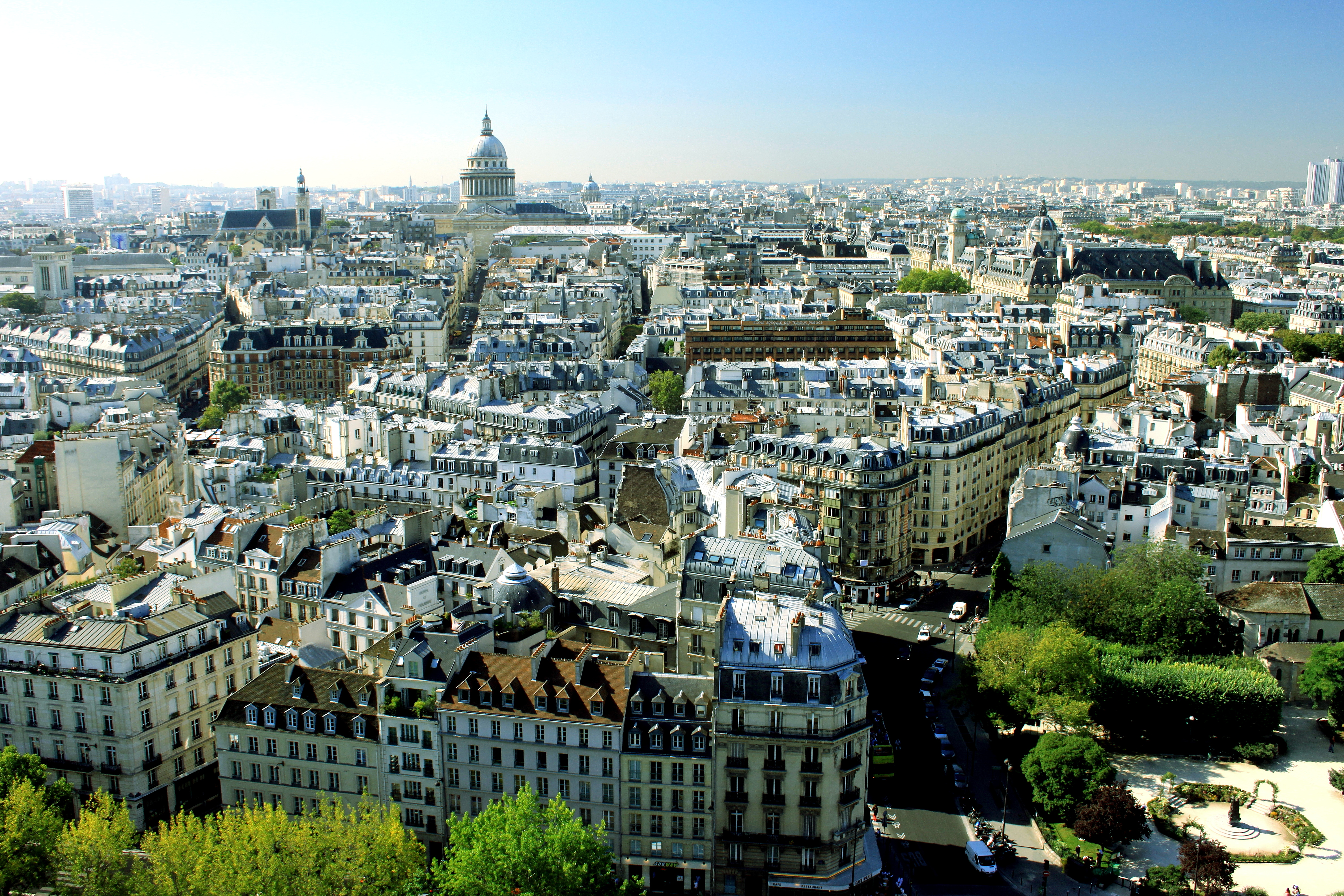
Vue de la Montagne Sainte-Geneviève.

Les limites actuelles du 5e arrondissement ont été fixées en 1860, à la suite de la loi du 16 juin 1859 donnant lieu à un nouveau découpage de Paris en 20 arrondissements. Elles comprennent une grande partie de l'ancien 12e arrondissement et une toute petite partie du 11e (entre la rue saint-Jacques et le boulevard Saint-Michel).

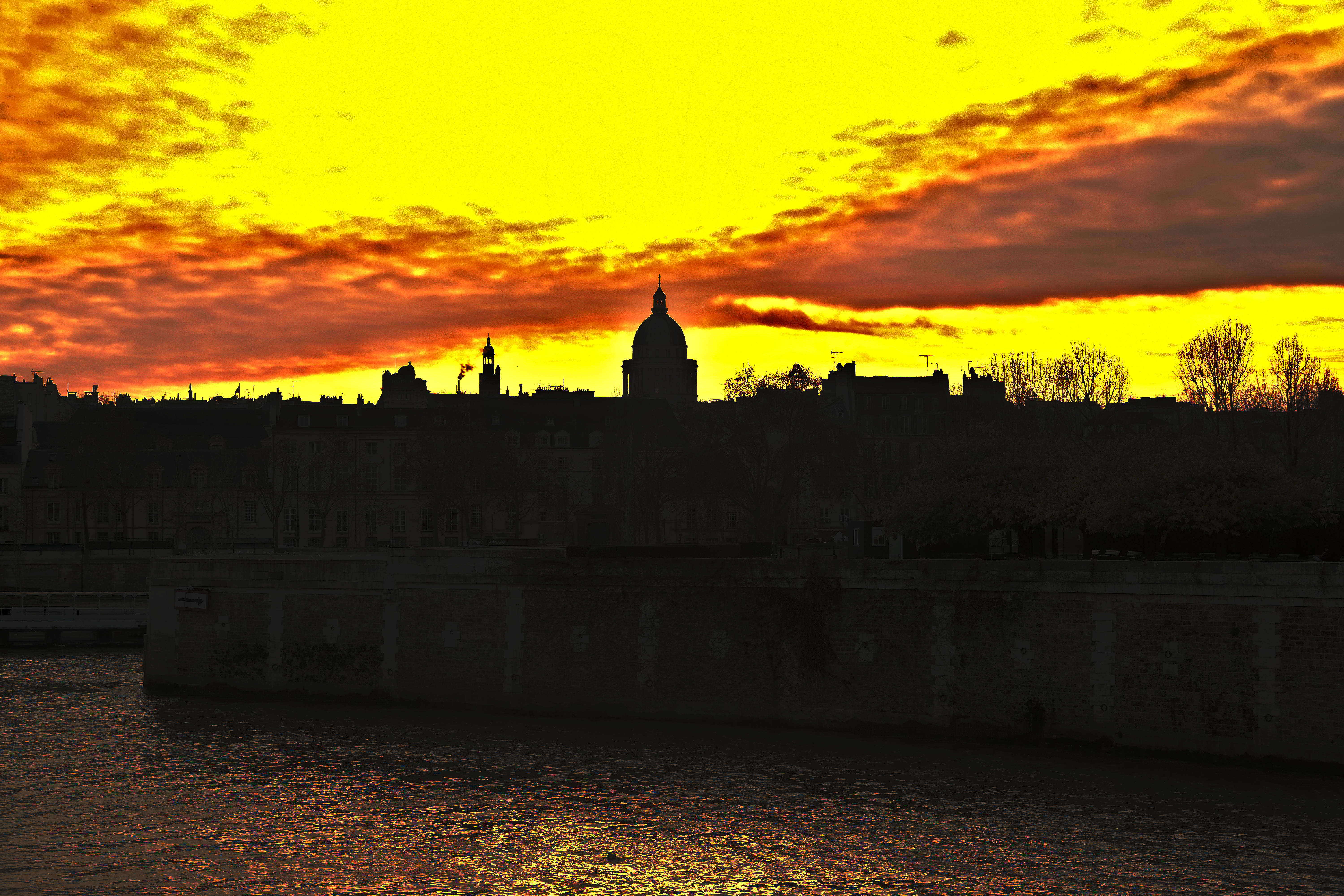
Skyline du 5e arrondissement vu depuis l'île Saint-Louis ; en silhouettes, l'église Saint-Étienne-du-mont et le Panthéon.

En mai 1968, le quartier latin a été le centre de la révolte étudiante, avec notamment l'occupation de la Sorbonne. Les barricades restées les plus célèbres sont celles de la rue Gay-Lussac. Tout au long des années 1970, des affrontements plus ou moins violents ont lieu à plusieurs reprises dans le quartier entre jeunes d'extrême gauche et la police. Ainsi, le 27 mai 1970, la Gauche prolétarienne organise une émeute à l'occasion du procès de Jean-Pierre Le Dantec, le directeur de La Cause du peuple. Le 21 juin 1973, la Ligue communiste attaque le meeting organisé par Ordre nouveau à la Mutualité. Le 13 mai 1980, un militant d'un mouvement autonome meurt sur le campus de Jussieu en essayant d'échapper à la police.
Depuis 1977, des catholiques traditionalistes de la Fraternité sacerdotale Saint-Pie-X occupent l'église Saint-Nicolas-du-Chardonnet (square de la Mutualité). En 1981, une cérémonie officielle a lieu au Panthéon pour célébrer l'élection de François Mitterrand à la présidence de la république. En novembre 1995, une émeute éclate autour du campus de Jussieu pendant la grève des fonctionnaires. En 1998, l'École normale supérieure est occupée à l'occasion du mouvement des chômeurs.
Désormais, le 5e arrondissement est avant tout un quartier universitaire et intellectuel (nombreux éditeurs et librairies) et littéraire (Festival Quartier du livre), mais c'est aussi un quartier très touristique (très importante concentration de restaurants entre la Seine, le boulevard Saint-Germain, le boulevard Saint-Michel et la rue Saint-Jacques). C'est aussi un quartier animé le soir (nombreux pubs rue Mouffetard et rue Descartes).

## Géographie

### Principales voies

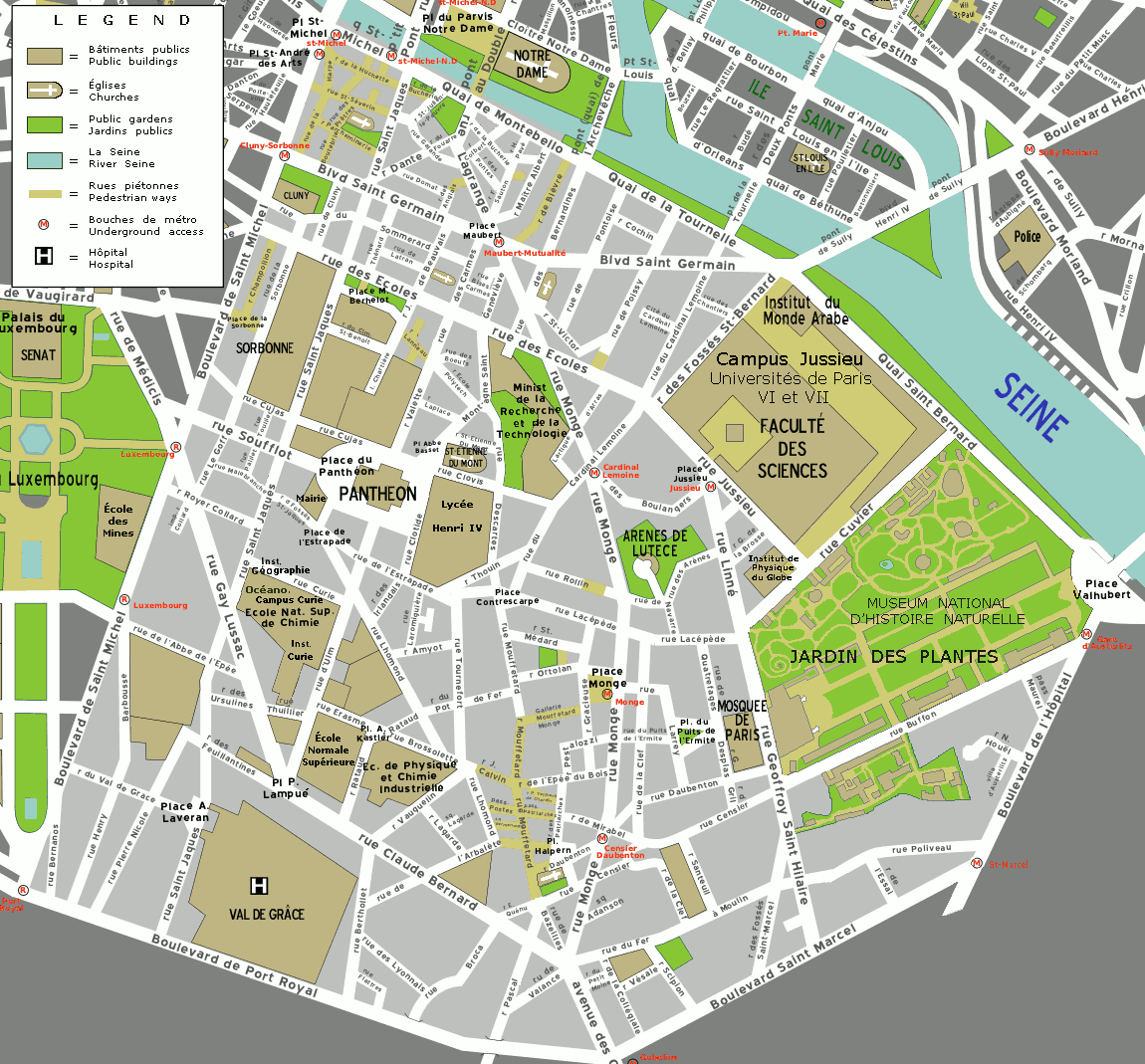
Plan du 5e arrondissement.

| - rue Buffon - rue du Cardinal-Lemoine - rue Claude-Bernard - place de la Contrescarpe - rue des Écoles - rue du Fer-à-Moulin | - avenue des Gobelins - rue Gay-Lussac - rue Geoffroy-Saint-Hilaire - rue Jussieu - Boulevard de l'Hôpital - rue Monge | - rue Mouffetard - place du Panthéon - boulevard de Port-Royal - quai Saint-Bernard - boulevard Saint-Germain - rue Saint-Jacques | - boulevard Saint-Marcel - boulevard Saint-Michel - quai Saint-Michel - rue Soufflot - quai de la Tournelle - rue d'Ulm |

### Quartiers administratifs
- Quartier Saint-Victor (17e quartier de Paris)
- Quartier du Jardin-des-Plantes (18e quartier de Paris)
- Quartier du Val-de-Grâce (19e quartier de Paris)
- Quartier de la Sorbonne (20e quartier de Paris)

### Transports en commun

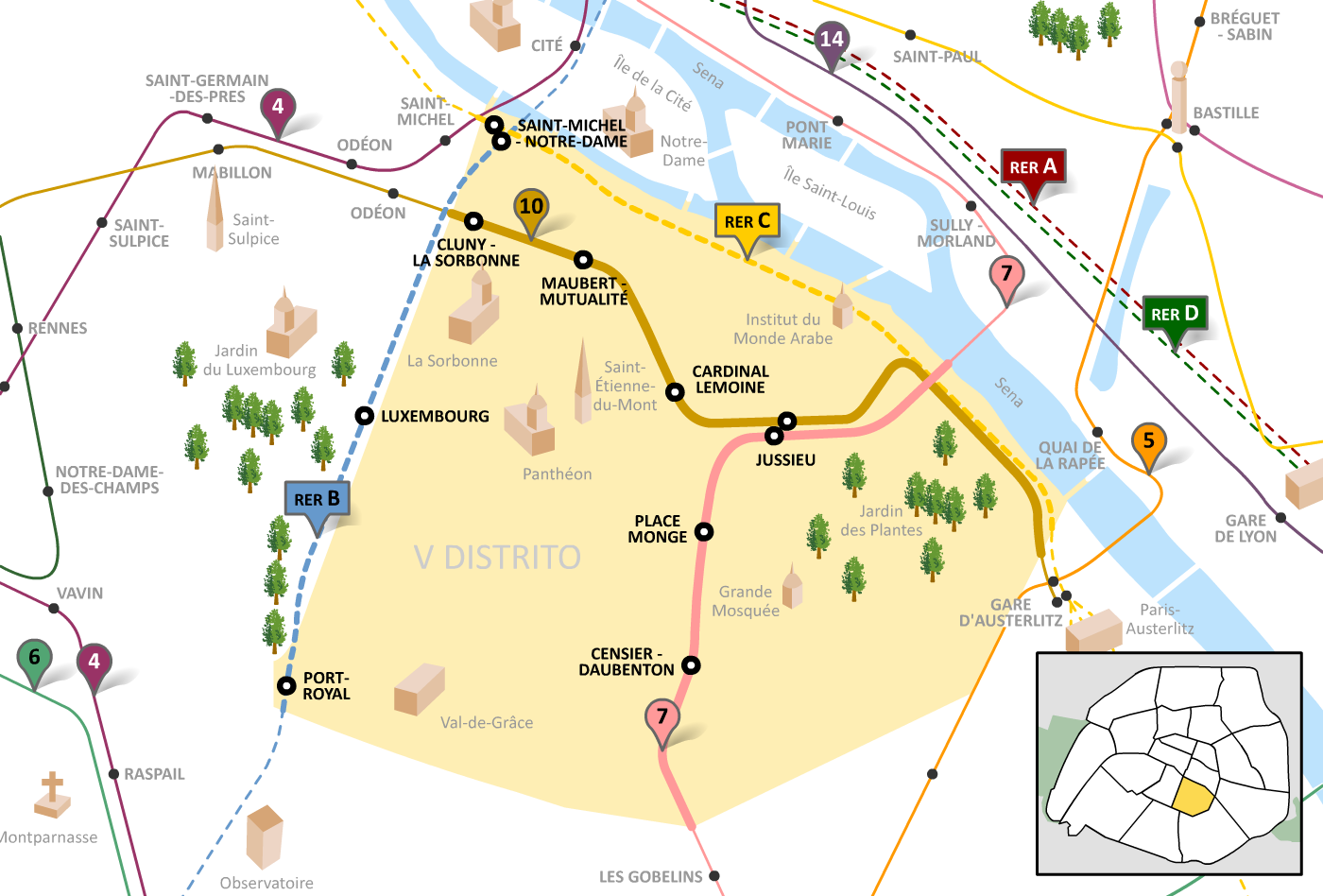

- Saint-Michel
- Gare d'Austerlitz
- Jussieu, Place Monge, Censier - Daubenton et Les Gobelins
- Cluny - La Sorbonne, Maubert - Mutualité, Cardinal Lemoine, Jussieu et Gare d'Austerlitz
- Saint-Michel - Notre-Dame, Luxembourg et Port-Royal
- Saint-Michel - Notre-Dame et Gare d'Austerlitz

Le 5e arrondissement est également desservi par les lignes du réseau de bus RATP suivantes : 21, 24, 27, 38, 47, 57, 59, 61, 63, 67, 75, 82, 83, 84, 86, 87, 89, 91 et 96.

## Démographie
En 2006, la population était de 61 475 habitants pour 254 hectares, soit une densité moyenne de 24 203 hab/km2.
| Année                    | Population | Densité (hab/km2) |
| ------------------------ | ---------- | ----------------- |
| 1861                     | 107 754    |                   |
| 1866                     | 104 083    |                   |
| 1872                     | 96 689     | 38 067            |
| 1911 (pic de population) | 121 378    | 47 768            |
| 1936                     | 107 120    | 42 173            |
| 1954                     | 106 443    | 41 907            |
| 1962                     | 96 031     | 37 793            |
| 1968                     | 83 721     | 32 948            |
| 1975                     | 67 668     | 26 630            |
| 1982                     | 62 173     | 24 468            |
| 1990                     | 61 222     | 24 094            |
| 1999                     | 58 849     | 23 160            |
| 2006                     | 61 475     | 24 203            |
| 2011                     | 60 800     | 23 937            |
| 2017                     | 59 631     | 23 477            |

### Population par quartier

Plan des quartiers.

- Population du quartier Saint-Victor (superficie : 60,4 hectares)

| Année | Population | Densité (hab/km2) | Croissance annuelle depuis le dernier recensement |
| ----- | ---------- | ----------------- | ------------------------------------------------- |
| 1861  | 30 128     |                   | création                                          |

- Population du quartier du Jardin-des-Plantes (superficie : 79,8 hectares)

| Année | Population | Densité (hab/km2) | Croissance annuelle depuis le dernier recensement |
| ----- | ---------- | ----------------- | ------------------------------------------------- |
| 1861  | 18 022     |                   | création                                          |

- Population du quartier du Val-de-Grâce (superficie : 70,4 hectares)

| Année | Population | Densité (hab/km2) | Croissance annuelle depuis le dernier recensement |
| ----- | ---------- | ----------------- | ------------------------------------------------- |
| 1861  | 26 402     |                   | création                                          |

- Population du quartier de la Sorbonne (superficie : 43,3 hectares)

| Année | Population | Densité (hab/km2) | Croissance annuelle depuis le dernier recensement |
| ----- | ---------- | ----------------- | ------------------------------------------------- |
| 1861  | 41 934     |                   | création                                          |

## Politique
Les personnalités exerçant une fonction élective dont le mandat est en cours et en lien direct avec le territoire du 5e arrondissement de Paris sont les suivantes :
| Élection     | Territoire                                               | Titre             | Nom               | Tendance politique | - | Début de mandat | Fin de mandat |
| ------------ | -------------------------------------------------------- | ----------------- | ----------------- | ------------------ | - | --------------- | ------------- |
| Municipales  | 5e arrondissement de Paris                               | Maire du 5e arrdt | Florence Berthout | SL                 |   | Juillet 2020    | 2026          |
| Municipales  | Ville de Paris (4 conseillers de Paris dans le 5e arrdt) | Maire de Paris    | Anne Hidalgo      | PS                 |   | Juillet 2020    | 2026          |
| Législatives | 2e circonscription                                       | Député            | Jean Laussucq     | ENS                |   | 18 juillet 2024 | 2029          |

Traditionnellement un arrondissement conservateur et intellectuel (beaucoup d'universitaires, de journalistes et d'écrivains habitent le quartier), le cinquième tend à basculer à gauche depuis 2004 et les élections régionales et européennes. 
L'arrondissement fut par ailleurs la circonscription d'élection de Jacques Chirac lors des élections municipales en 1977, 1983 et 1989.

### Mairie du5earrondissement

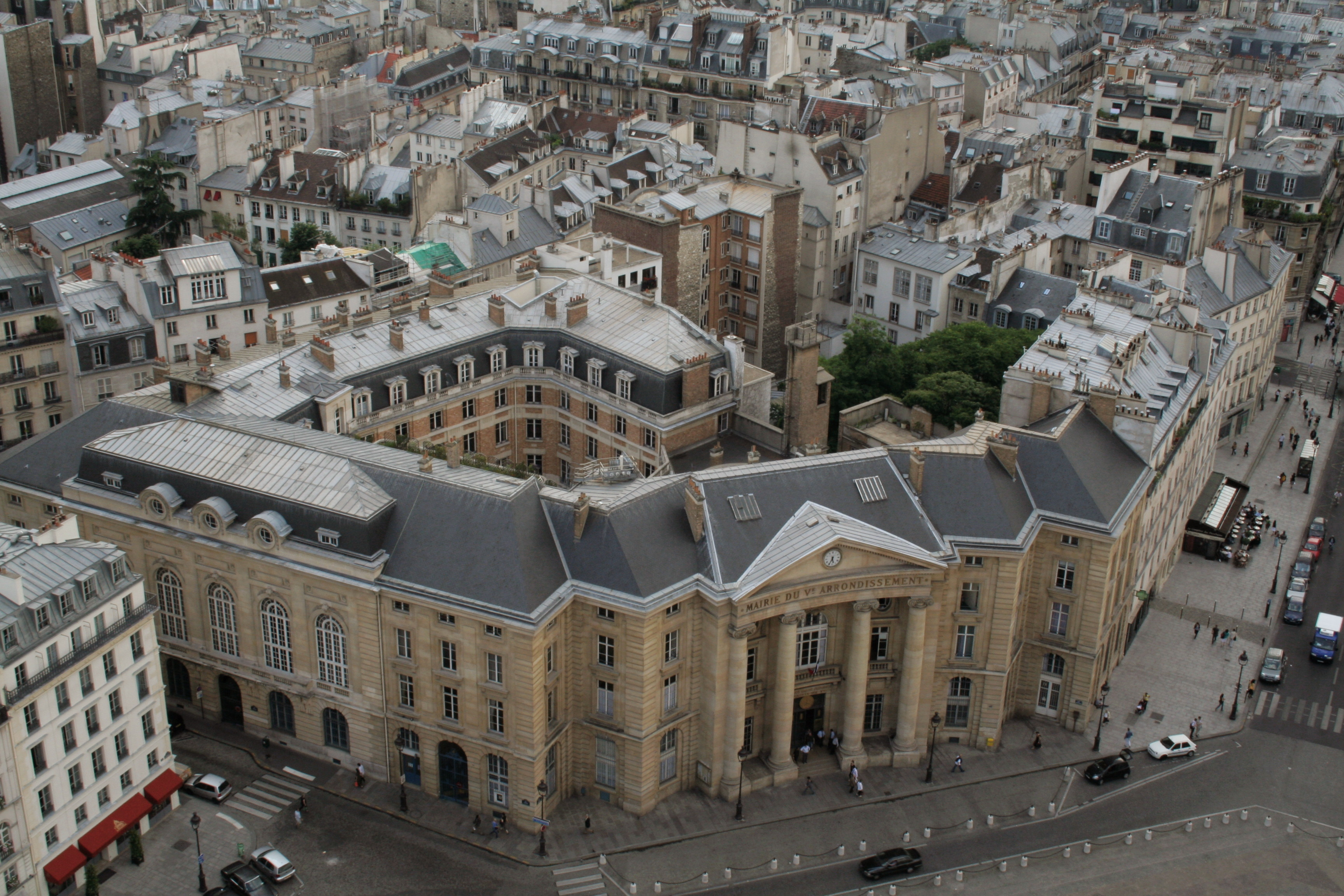
La mairie du 5e arrondissement.

Florence Berthout (LR puis SL) est la maire du 5e arrondissement de Paris depuis mars 2014. Elle a succédé à Jean Tiberi, maire RPR puis UMP de 2001 et ancien maire de Paris.
Florence Berthout a quitté LR en juin 2019.
| Élection | Identité            | Parti               | Notes                                                                                   |
| -------- | ------------------- | ------------------- | --------------------------------------------------------------------------------------- |
| 1983     | Jean Tiberi         | RPR                 | Élu en 1983, 1989 et 1995.                                                              |
| 1995     | Jean-Charles Bardon | RPR                 | En remplacement de Jean Tiberi, élu maire de Paris.                                     |
| 2001     | Jean Tiberi         | RPR puis UMP        | Élu en 2001 et 2008. Il est alors le plus ancien maire d'arrondissement de la capitale. |
| 2014     | Florence Berthout   | UMP puis LR puis SL | Élue en 2014 et 2020.                                                                   |

### Conseillers de Paris au titre du5earrondissement
Le cinquième arrondissement envoie quatre élus au Conseil de Paris. Depuis juin 2020, ceux-ci sont :
- au titre de la liste d'Union de la droite et du centre : Florence Berthout, Pierre Casanova et Anne Biraben ;
- au titre de la liste d'Union de la gauche : Marie-Christine Lemardeley.

### Représentation politique
(août 2025).
| Secteur       | Arrondissement | Conseillers de Paris | Conseillers de Paris | Conseillers de Paris | Conseillers d'arrondissement | Conseillers d'arrondissement | Conseillers d'arrondissement | Nombre d'élus par arrondissement | Nombre d'élus par arrondissement | Nombre d'élus par arrondissement | Habitants par conseiller de Paris | Habitants par conseiller de Paris |
| Secteur       | Arrondissement | de 1983 à 2014       | de 2014 à 2020       | depuis 2020          | avant 2014                   | de 2014 à 2020               | depuis 2020                  | avant 2014                       | de 2014 à 2020                   | depuis 2020                      | en 2015,                          | en 2021,                          |
| ------------- | -------------- | -------------------- | -------------------- | -------------------- | ---------------------------- | ---------------------------- | ---------------------------- | -------------------------------- | -------------------------------- | -------------------------------- | --------------------------------- | --------------------------------- |
| Paris Centre  | 1er            | 3                    | 1                    | 8                    | 10                           | 10                           | 16                           | 13                               | 11                               | 24                               | 16 545                            | 12 269                            |
| Paris Centre  | 2e             | 3                    | 2                    | 8                    | 10                           | 10                           | 16                           | 13                               | 12                               | 24                               | 10 398                            | 12 269                            |
| Paris Centre  | 3e             | 3                    | 3                    | 8                    | 10                           | 10                           | 16                           | 13                               | 13                               | 24                               | 11 683                            | 12 269                            |
| Paris Centre  | 4e             | 3                    | 2                    | 8                    | 10                           | 10                           | 16                           | 13                               | 12                               | 24                               | 13 573                            | 12 269                            |
| 5e            | 5e             | 4                    | 4                    | 4                    | 10                           | 10                           | 10                           | 14                               | 14                               | 14                               | 14 833                            | 14 210                            |
| 6e            | 6e             | 3                    | 3                    | 3                    | 10                           | 10                           | 10                           | 13                               | 13                               | 13                               | 14 143                            | 13 403                            |
| 7e            | 7e             | 5                    | 4                    | 4                    | 10                           | 10                           | 10                           | 15                               | 14                               | 14                               | 13 533                            | 11 987                            |
| 8e            | 8e             | 3                    | 3                    | 3                    | 10                           | 10                           | 10                           | 13                               | 13                               | 13                               | 12 231                            | 11 708                            |
| 9e            | 9e             | 4                    | 4                    | 4                    | 10                           | 10                           | 10                           | 14                               | 14                               | 14                               | 14 852                            | 14 738                            |
| 10e           | 10e            | 6                    | 7                    | 7                    | 12                           | 14                           | 14                           | 18                               | 21                               | 21                               | 13 110                            | 11 935                            |
| 11e           | 11e            | 11                   | 11                   | 11                   | 22                           | 22                           | 22                           | 33                               | 33                               | 33                               | 13 621                            | 12 962                            |
| 12e           | 12e            | 10                   | 10                   | 10                   | 20                           | 20                           | 20                           | 30                               | 30                               | 30                               | 14 234                            | 14 095                            |
| 13e           | 13e            | 13                   | 13                   | 13                   | 26                           | 26                           | 26                           | 39                               | 39                               | 39                               | 14 094                            | 13 719                            |
| 14e           | 14e            | 10                   | 10                   | 10                   | 20                           | 20                           | 20                           | 30                               | 30                               | 30                               | 13 999                            | 13 637                            |
| 15e           | 15e            | 17                   | 18                   | 18                   | 34                           | 36                           | 36                           | 51                               | 54                               | 54                               | 13 055                            | 12 653                            |
| 16e           | 16e            | 13                   | 13                   | 13                   | 26                           | 26                           | 26                           | 39                               | 39                               | 39                               | 12 730                            | 12 466                            |
| 17e           | 17e            | 13                   | 12                   | 12                   | 26                           | 24                           | 24                           | 39                               | 36                               | 36                               | 14 044                            | 13 701                            |
| 18e           | 18e            | 14                   | 15                   | 15                   | 28                           | 30                           | 30                           | 42                               | 45                               | 45                               | 13 172                            | 12 563                            |
| 19e           | 19e            | 12                   | 14                   | 14                   | 24                           | 28                           | 28                           | 36                               | 42                               | 42                               | 13 261                            | 12 973                            |
| 20e           | 20e            | 13                   | 14                   | 14                   | 26                           | 28                           | 28                           | 39                               | 42                               | 42                               | 13 968                            | 13 558                            |
| Nombre d'élus | Nombre d'élus  | 163                  | 163                  | 163                  | 354                          | 364                          | 340                          | 517                              | 527                              | 503                              | 13 537                            | 13 087                            |

- Sous-représentation supérieure de 5 % à la moyenne.
- Sur-représentation supérieure de 5 % à la moyenne.

### Circonscriptions législatives

#### Avant 2012
De 1958 à 1986, l'arrondissement était intégré dans la troisième circonscription de Paris. Jean-Marie Le Pen (CNIP) y est élu en 1958 et battu en 1962 par René Capitant (UNR).
De 1968 à 2012, le député de la circonscription est Jean Tiberi (UDR puis RPR et UMP). Celle-ci devient en 1986 la deuxième circonscription de Paris, englobant outre la totalité de l'arrondissement et la partie sud du 6e.

#### Depuis 2012
Depuis 2012, l'arrondissement est totalement intégré dans la Deuxième circonscription de Paris, comprenant outre le 5e, une partie du 6e arrondissement (quartiers de la Monnaie, de l'Odéon et Saint-Germain-des-Prés) et une partie du 7e arrondissement (quartiers du Gros-Caillou, des Invalides et Saint-Thomas-d'Aquin).
- De 2012 à 2017, le député de la circonscription est François Fillon (UMP puis LR).
- Depuis 2017, le député de la circonscription est Gilles Le Gendre (LREM).

### Résultats des élections dans le 5earrondissement
| Scrutin             | Scrutin             | 1er tour | 1er tour | 1er tour | 1er tour | 1er tour  | 1er tour | 1er tour | 1er tour | 1er tour | 1er tour | 1er tour | 1er tour | 2d tour | 2d tour | 2d tour | 2d tour | 2d tour | 2d tour |
| Scrutin             | Scrutin             | 1er      | 1er      | %        | 2e       | 2e        | %        | 3e       | 3e       | %        | 4e       | 4e       | %        | 1er     | 1er     | %       | 2e      | 2e      | %       |
| ------------------- | ------------------- | -------- | -------- | -------- | -------- | --------- | -------- | -------- | -------- | -------- | -------- | -------- | -------- | ------- | ------- | ------- | ------- | ------- | ------- |
| Présidentielle 2017 | Présidentielle 2017 |          | EM       | 39,72    |          | LR        | 26,68    |          | LFI      | 16,00    |          | PS       | 10,01    |         | EM      | 90,45   |         | FN      | 9,55    |
| Présidentielle 2022 | Présidentielle 2022 |          | LREM     | 38,82    |          | LFI       | 26,05    |          | REC      | 8,69     |          | EELV     | 7,86     |         | LREM    | 86,56   |         | RN      | 13,44   |
| Législatives 2022   | 2e                  |          | PS-Nupes | 37,06    |          | Ren-Ens   | 32,77    |          | LR       | 11,10    |          | DIV      | 6,38     |         | Ren     | 52,88   |         | LFI     | 47,12   |
| Législatives 2024   | 2e                  |          | PS-NFP   | 44,76    |          | Ren diss. | 19,21    |          | Ren-Ens  | 16,79    |          | RN       | 9,49     |         | PS      | 56,18   |         | Ren-Ens | 43,82   |

## Culture et patrimoine

### Musées

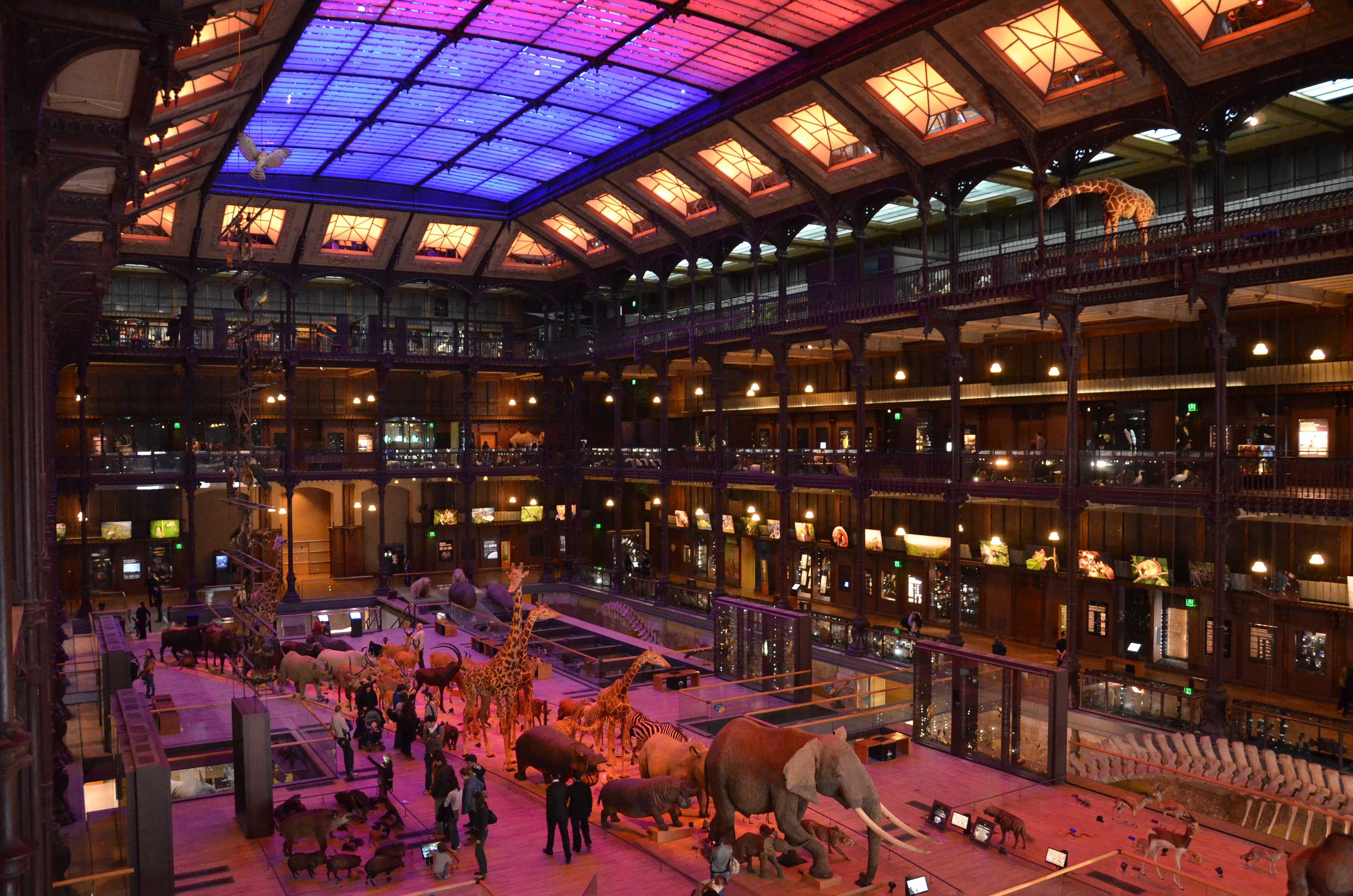
La Grande galerie de l'Évolution du Muséum national d'histoire naturelle.

- Panthéon de Paris, qui abrite aujourd'hui une nécropole de personnages historiques illustres et un lieu de mémoire
- Muséum national d'histoire naturelle, Grande galerie de l'Évolution et Ménagerie du Jardin des plantes
- Musée national du Moyen Âge et Thermes de Cluny
- Arènes de Lutèce
- Musée de l'Assistance publique - Hôpitaux de Paris (Hôtel de Miramion)
- Institut du monde arabe
- Musée de la Sculpture en plein air
- Musée de la préfecture de police
- Musée Curie

Parmi les principaux musées et institutions culturelles, le Muséum national d'histoire naturelle comprend le Jardin des plantes et différentes galeries dont la Grande galerie de l'évolution. Attenant à l'Université Pierre-et-Marie-Curie, l'Institut du monde arabe propose de nombreuses expositions thématiques tout au long de l'année. Le Musée du Moyen Âge – Thermes et hôtel de Cluny est le conservatoire des arts de cette période, abritant notamment la célèbre tapisserie de La Dame à la licorne. Enfin le Panthéon de Paris abrite les tombes des femmes et des hommes illustres de la France.
Par ailleurs, le Musée de l'Assistance publique - Hôpitaux de Paris est consacré à l'histoire des hôpitaux de Paris et le Musée du service de santé des armées de l'Hôpital du Val-de-Grâce à celle des armées. Il existe également deux musées « administratifs » avec le Musée de l'enseignement public, situé rue Gay-Lussac, et le Musée de la Préfecture de Police, rue des Carmes, au sein du commissariat de police. Enfin, le quai Saint-Bernard accueille en permanence le Musée de la sculpture en plein air de la Ville de Paris.

### Institutions publiques et culturelles

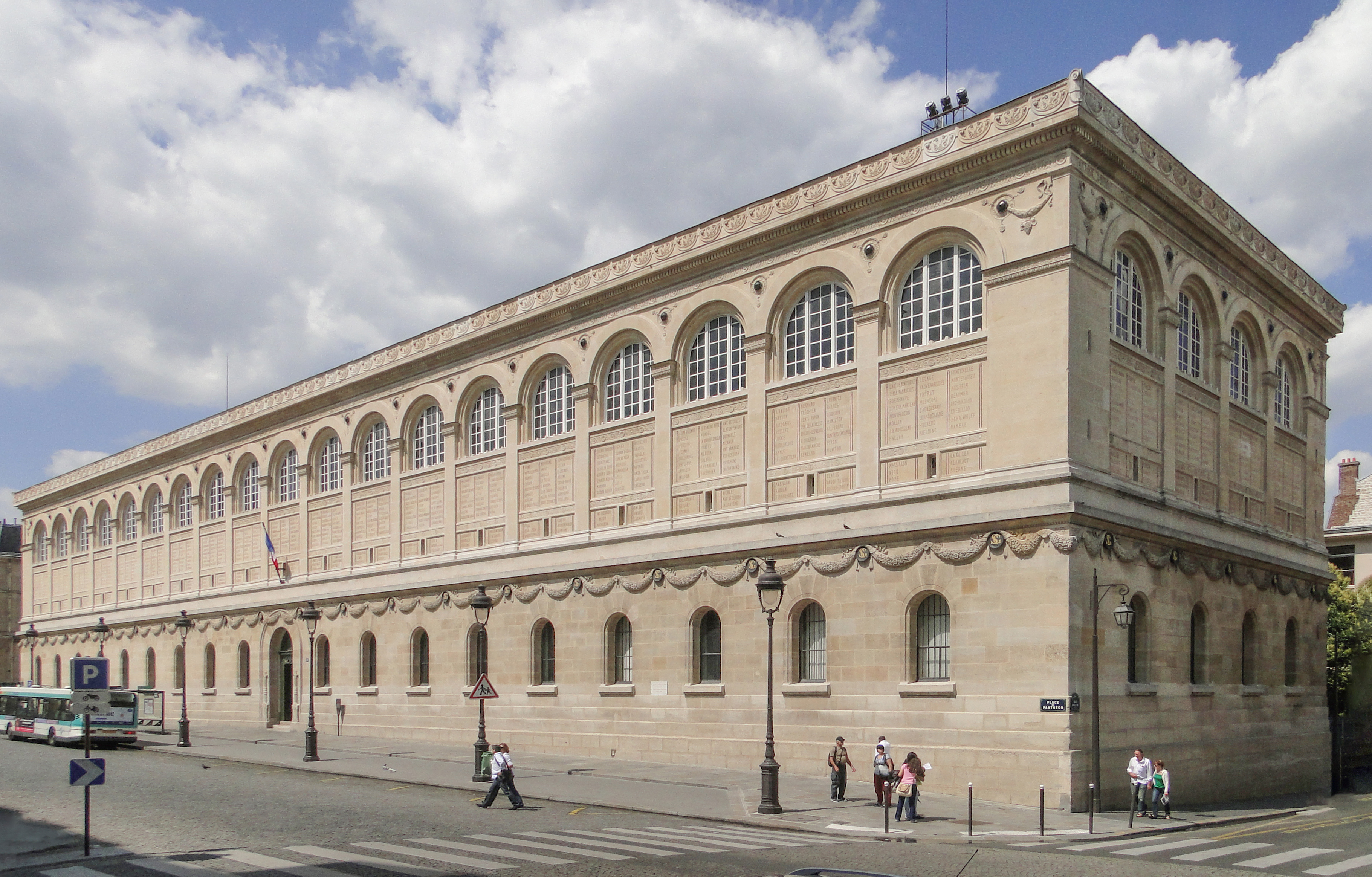
La bibliothèque Sainte-Geneviève.

- Bibliothèque Sainte-Barbe (site de l'ancien Collège Sainte-Barbe)
- Bibliothèque Sainte-Geneviève
- Collège des Bernardins
- Collège de France
- Ministère de la Recherche (en particulier dans les anciens bâtiments de l'École polytechnique, qui a déménagé à Palaiseau.
- Hôpital d'instruction des armées du Val-de-Grâce
- La Sorbonne

Des centres culturels variés sont situés dans le 5e, tels que le Centre culturel irlandais de Paris et l'Institut finlandais, rue des Écoles. Depuis sa réouverture en 2007, le collège des Bernardins est devenu un important centre de conférences, d'expositions, et d'enseignement du diocèse de Paris. Le Bureau d'enquêtes sur les événements de mer (BEAmer) a eu son siège dans le 5e arrondissement.

### Édifices religieux
- Chapelle de la Sorbonne
- Église Notre-Dame du Val-de-Grâce
- Église Saint-Étienne-du-Mont
- Église Saint-Jacques-du-Haut-Pas
- Église Notre-Dame-du-Liban
- Église Saint-Médard
- Église Saint-Julien-le-Pauvre
- Église Saint-Séverin
- Église évangélique Saint-Marcel

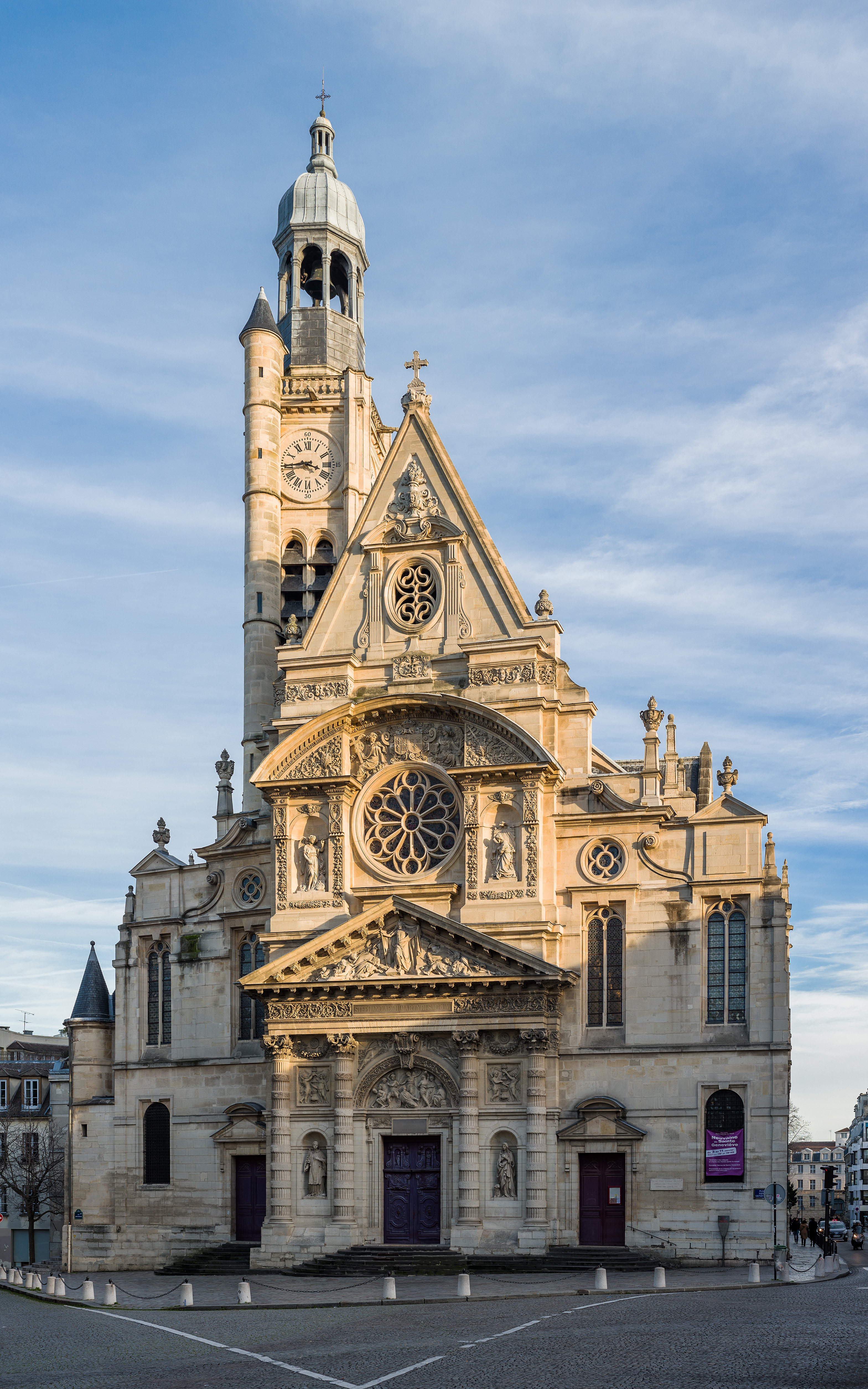
Église Saint-Étienne-du-Mont.

- Église Saint-Nicolas-du-Chardonnet
- Synagogue de la rue Vauquelin
- Mosquée de Paris

### Places emblématiques
- Place de la Contrescarpe
- Place Jussieu
- Place du Panthéon
- Place Saint-Michel
- Place Monge

### Cinémas et théâtres

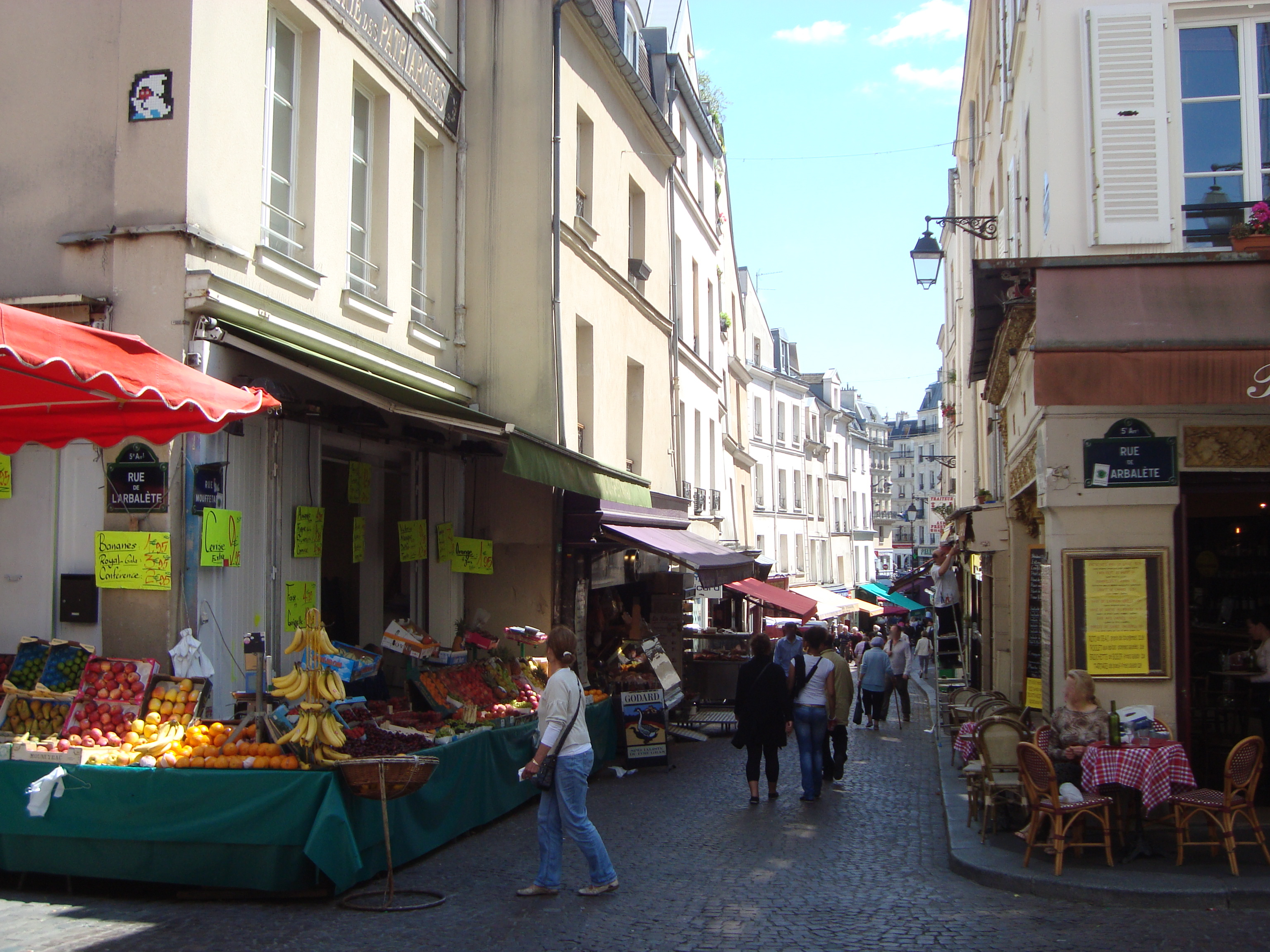
La rue Mouffetard.

Le 5e arrondissement de Paris, par son histoire, ses monuments et ses diverses institutions culturelles, est l'un des plus riches de la capitale, ouvert à tous les domaines artistiques et éducatifs. Il abrite notamment des lieux de sortie, notamment au sein des quartiers Latin, Mouffetard et Saint-Séverin.
L'arrondissement possède notamment une exceptionnelle densité de salles d'art et essai avec au moins douze cinémas indépendants, représentant une bonne vingtaine de salles. Parmi les plus actifs culturellement se trouvent le Grand Action, l'Écoles Cinéma Club (ex-Écoles 21, ex-Desperado), Le Champo, la Filmothèque, le Reflet Médicis, le cinéma du Panthéon (probablement la plus belle salle de l'arrondissement et l'une des plus anciennes de Paris, ouverte en 1907), l'Espace Saint-Michel, le Studio Galande, l'Accatone, La Clef, L'Épée de bois et le Studio des Ursulines. Il est également un lieu fréquent de tournage de films ou de téléfilms (parmi les plus célèbres : La Vérité de Henri-Georges Clouzot, À bout de souffle de Jean-Luc Godard, Le Signe du Lion d'Éric Rohmer, Minuit à Paris de Woody Allen), que ce soit dans les quartiers La Sorbonne, Mouffetard et Panthéon ou au Jardin des Plantes.
Quelques petits théâtres se trouvent dans l'arrondissement, dont le Théâtre de la Huchette, le Théâtre de la Vieille-Grille et le Théâtre Mouffetard.

## Enseignement

### Lieux d'enseignement secondaire

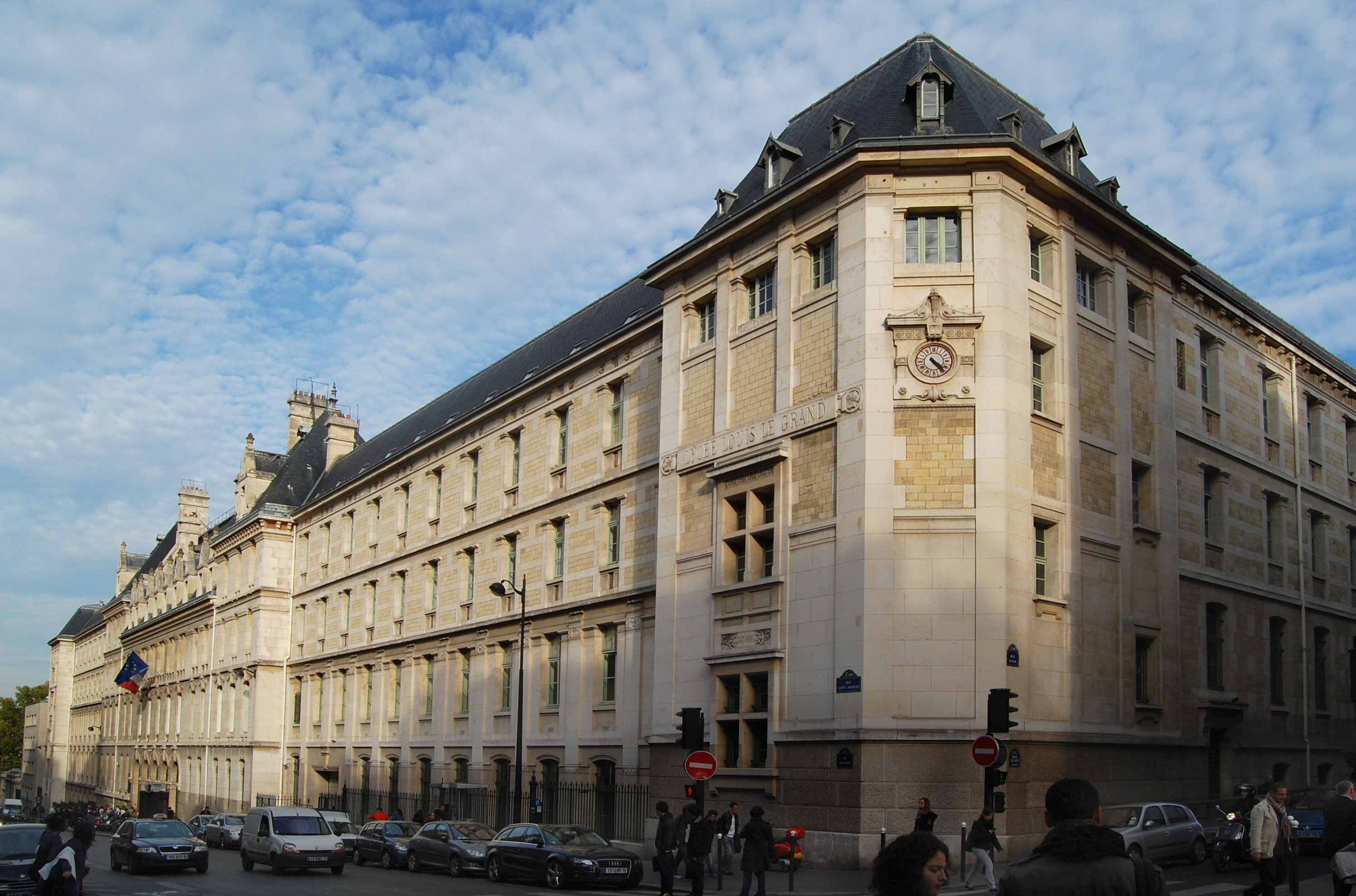
Le lycée Louis-le-Grand.

- Lycée Henri-IV (Vestiges de l'Abbaye Sainte-Geneviève de Paris et la Tour Clovis)
- Lycée Louis-le-Grand
- Lycée Lavoisier
- Institut national des jeunes sourds

### Lieux d'enseignement supérieur
- École normale supérieure

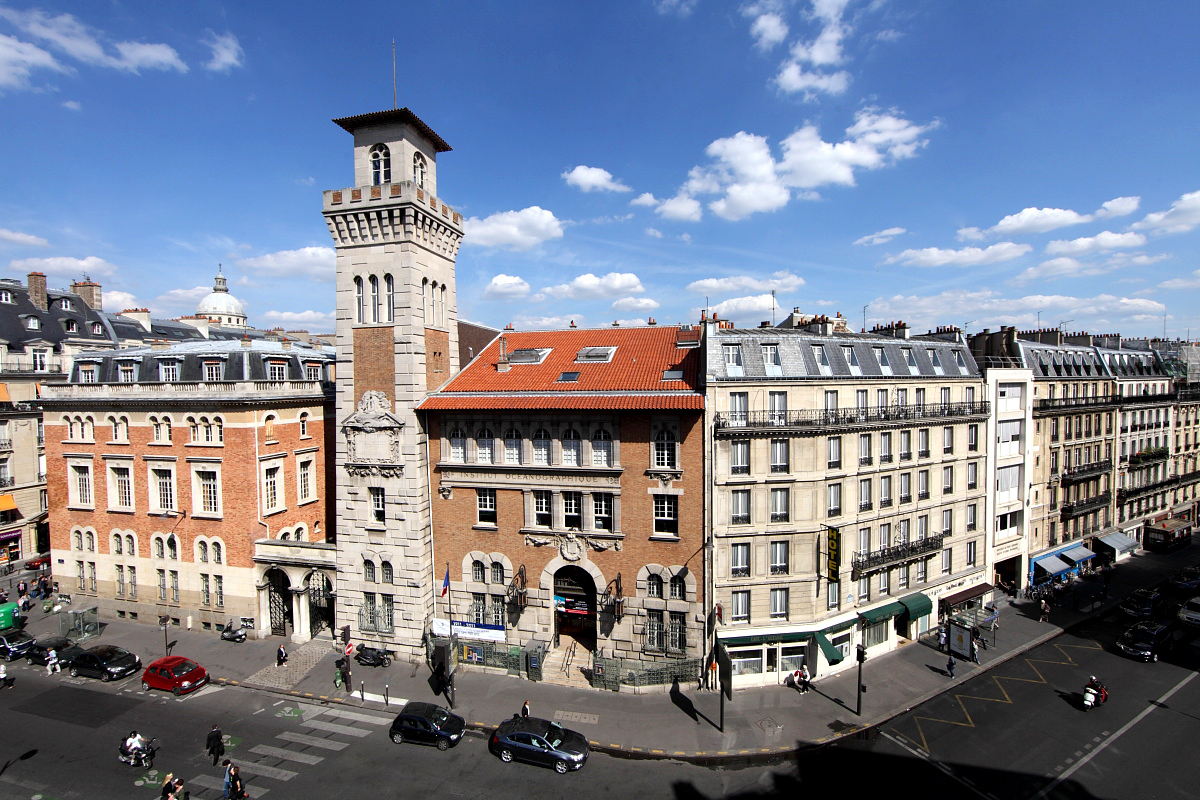
Campus Curie, rue Saint-Jacques.

Les laboratoires de physique, chimie et sciences de la terre de l'ENS.

- École nationale supérieure des arts décoratifs (ENSAD)
- École nationale supérieure de chimie de Paris (ENSCP)
- École supérieure de physique et de chimie industrielles de la ville de Paris (ESPCI Paris)
- École supérieure d'informatique électronique automatique (ESIEA)
- AgroParisTech, anciennement Institut national agronomique Paris-Grignon
- Sorbonne Université
- Université Paris 1 Panthéon-Sorbonne
- Université Paris 2 Panthéon-Assas
- Université Paris 3 - Sorbonne Nouvelle
- Université Paris-Cité
- Campus Pierre-et-Marie-Curie (Val-de-Grâce)  de Sorbonne Université, comprenant :
  - l'Institut Curie (dont l'ancien institut du radium devenu musée Curie et les pavillons « Pasteur » et « Trouillet-Rossignol » de l'hôpital Curie)
  - l'Institut de biologie physico-chimique du CNRS
  - le laboratoire de chimie, physique, matière et rayonnement de l'UPMC
  - des laboratoires de l'École nationale supérieure de chimie de Paris de l'Université Paris sciences et lettres (PSL)
  - l'Institut Henri-Poincaré du CNRS et de l'UPMC
  - la Fondation sciences mathématiques de Paris
  - la Société mathématique de France
  - la Société de mathématiques appliquées et industrielles
  - l'Institut de géographie
  - l'Institut océanographique
- Nouveau campus Curie (initialement Campus Jussieu)
- Institut de physique du globe de Paris
- Campus du Muséum national d'histoire naturelle
- Schola Cantorum.

## Espaces verts

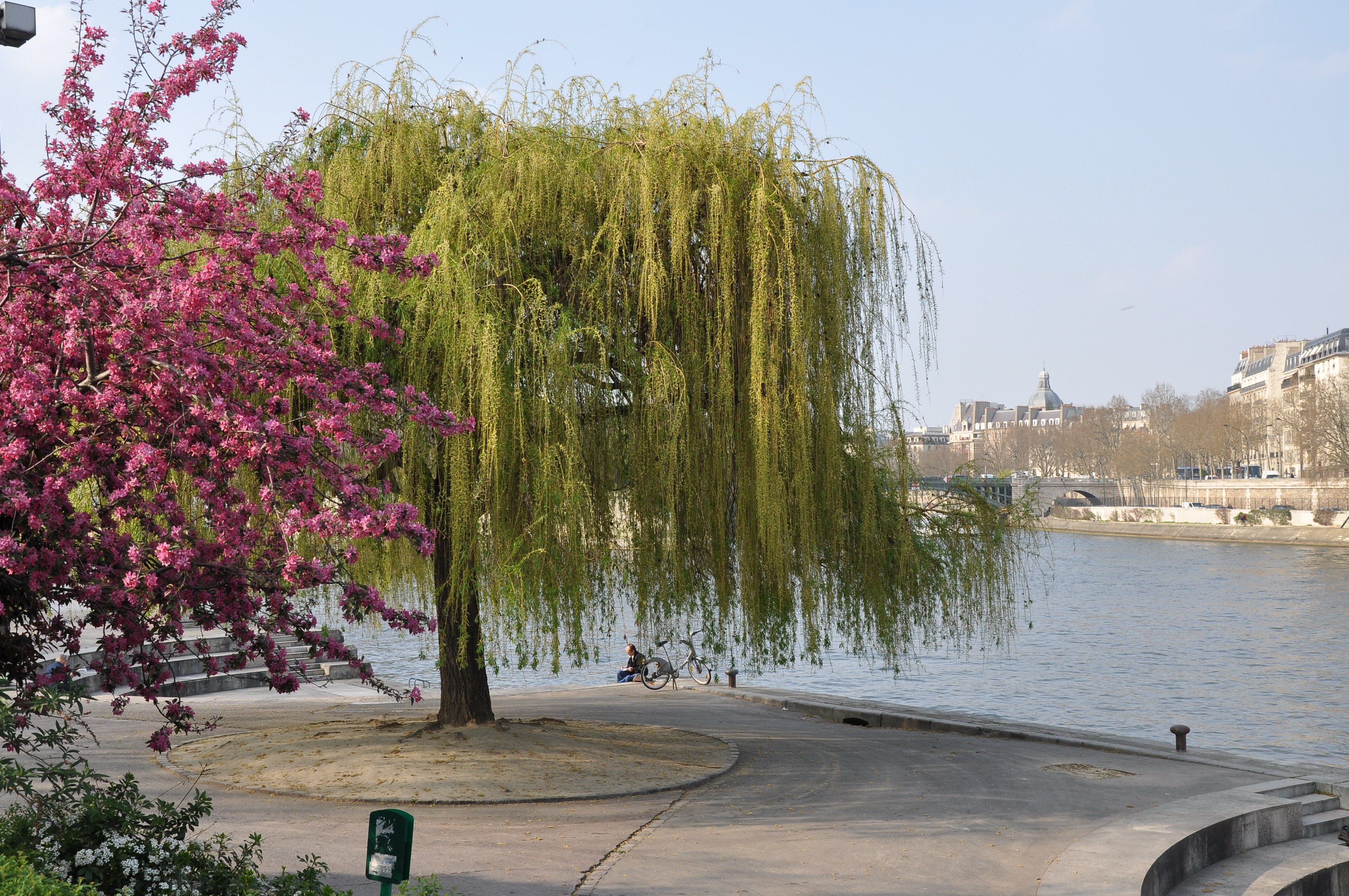
Jardin Tino-Rossi et bords de Seine.

Outre les Quais de Seine, l'arrondissement comprend un certain nombre d'espaces verts, notamment le Jardin des plantes s'étendant sur 23,5 ha.
- Jardin des plantes de Paris et clos Patouillet formant le siège du Muséum national d'histoire naturelle
- Arènes de Lutèce et square Capitan
- Jardin Tino-Rossi qui abrite le Musée de la sculpture en plein air en bord de Seine
- Square Théodore-Monod
- Jardin Carré
- Square Paul-Langevin
- Square René-Viviani
- Square Saint-Médard.

## Économie
En 2011, le revenu fiscal médian par ménage était de 38 780 €, ce qui place le 5e arrondissement au 6e rang parmi les vingt arrondissements de Paris.